# Vena cava inferior
La vena cava inferior es un tronco venoso o vena de gran calibre en el cuerpo humano y otros mamíferos, que retorna sangre de los miembros inferiores, los órganos del abdomen y la pelvis hasta la aurícula derecha del corazón. Es la vena satélite de la aorta abdominal y reúne el retorno venoso de todas las venas infradiafragmáticas. En el ser humano suele medir como promedio 22 cm de longitud, de los cuales 18 cm corresponden a su recorrido en el abdomen. La vena cava inferior tiene un calibre de 20 mm en su porción más inferior, mientras que llega a los 30 mm en su porción superior con dos ensanchamientos a nivel de los riñones y otro por encima del hígado.

## Trayecto
La vena cava inferior se origina de la unión de las dos venas ilíacas primitivas sobre el cuerpo vertebral de la 5ª vértebra lumbar (L5). Desde allí, la vena cava inferior recorre el abdomen en su porción retroperitoneal a la derecha de la columna vertebral lumbar hasta penetrar en el surco de la cara posterior del hígado. Después de atravesar el músculo diafragma por el orificio de la vena cava inferior también llamado orificio cuadrilátero, se desvía hacia adelante y a la izquierda hasta vaciar en la aurícula derecha del corazón a nivel de la 9ª vértebra dorsal (D9).

## Tributarias
| Venas frénicas inferiores          | T10-T9 |
| Venas hepáticas                    | T9     |
| Vena suprarrenal derecha           | L1     |
| Venas renales                      | L1     |
| Vena testicular u ovárica derechas | L2     |
| Venas lumbares 3ª y 4ª             | L3-L5  |
| Venas iliacas comunes              | L5     |

La vena cava inferior está formada por la unión de las venas ilíacas primitivas izquierda y derecha. También se anastomosa con el sistema de las venas ácigos, que corre del lado derecho de la columna vertebral, y los plexos venosos junto a la médula espinal.
Debido a que la vena cava inferior no se encuentra en la línea media del cuerpo, existen algunas asimetrías en los patrones de drenaje de las tributarias. Las venas gonadales del lado derecho y la vena suprarrenal derecha drenan hacia la vena cava inferior, pero las venas del lado izquierdo drenan en la vena renal izquierda, que a su vez desemboca en la vena cava inferior. Por contraste, todas las venas lumbares y las venas hepáticas generalmente desembocan directamente en la vena cava inferior.

## Enfermedades
Algunos sujetos tienen dos venas cavas inferiores hasta que las dos se unen justo por debajo del hígado. Otros han nacido sin la vena cava inferior y el retorno venoso es reemplazada por el sistema de las venas ácigos. En este último caso de agenesia de vena cava inferior da lugar a un drenaje venoso anómalo de las extremidades inferiores, por lo que aumenta el riesgo de trombosis venosa profunda y tromboembolismo pulmonar.
En pacientes con trombosis venosa profunda de miembros inferiores y embolia pulmonar, para quienes la anticoagulación no constituye una opción terapéutica, el procedimiento de elección es el implante de un filtro en la vena cava inferior, con el fin de impedir el paso de émbolos desde los miembros inferiores hacia la circulación pulmonar.